# Француски Мароко
Френцуски протекторат у Мороку (арап. حماية فرنسا في المغرب, фр. Protectorat français au Maroc) успостављен je Феским миром. Постојао од 1912, кад је протекторат формално настао, до Мороканске независности (2. март 1956), и састојао се од Морока између коридора Таза и реке Дра.
Од 1863. године Француска повећава своје интересе у Мароку, кога још и Шпанија жели под својом влашћу. Године 1904. Англо-француским договором, Велика Британија је дозоволила Француској окупацију Марока у замену за признавање британских интереса у Египту. Исте године потписан је тајни споразум између Шпаније и Француске о подели интересних сфера у Мароку. Следеће године (1905) Мароко постаје објекат Тангерске кризе (Прва мароканска криза) која је решена на Конференцији у Алгесирасу 1906. године. Још једна криза око Марока је уследила 1911. године, то је (Друга мароканска криза). Те две кризе приближавале су Француску и Велику Британију у настојању да се спрече ширење Немачке на афричком континтенту.